# Funknavigation

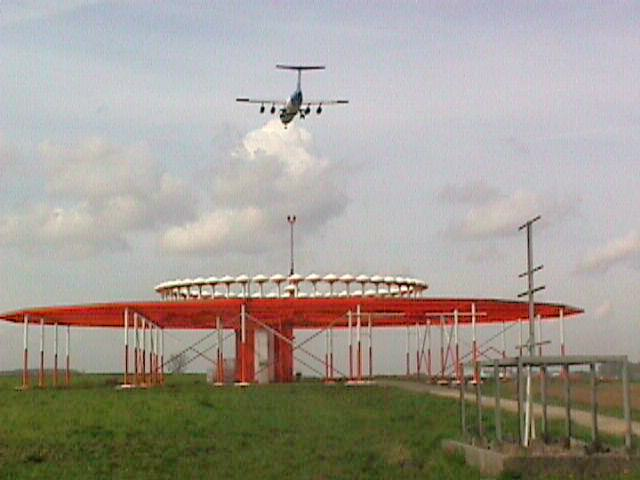
Sendeanlage für die Funknavigation, System DVOR

Unter dem Begriff Funknavigation werden Verfahren zur (terrestrischen) Navigation zusammengefasst, die Radiowellen zur Positionsbestimmung nutzen. Davon abzugrenzen sind Satellitennavigationsverfahren, die ebenfalls Funkwellen verwenden.
Die Funknavigation basiert im Allgemeinen auf Sendestationen, die Signale aussenden, mit deren Hilfe ein Empfänger seine Position bestimmen kann.

## Funknavigationsarten
Man kann unterscheiden:
- Beim Entfernungsverfahren wird entweder die Entfernung zu einer Sendestation (DME) oder die Entfernungsdifferenz zwischen zwei Sendestationen durch Hyperbelnavigation ermittelt. Aus den Signallaufzeiten bzw. den Unterschieden in den Signallaufzeiten kann der Empfänger seine Position relativ zu den Sendestationen ermitteln. Da die Positionen der Sendestationen bekannt sind, lässt sich daraus die geographische Position ableiten. Da sich aus den Signalen von nur zwei Sendestationen mehrere Möglichkeiten für die errechnete Position ergeben, die auf einer Hyperbel liegen (daher die Bezeichnung Hyperbelverfahren), benötigt man mindestens drei Stationen. Entfernungsverfahren werden bei GLONASS und GPS, Hyperbelverfahren bei den Navigationssystemen LORAN-C und ALPHA eingesetzt.

- Beim Peilverfahren wird die Herkunftsrichtung eines Signals bestimmt. 
Dabei wird entweder das Signal vom Sender richtungscodiert abgestrahlt (z. B. Drehfunkfeuer, kurz VOR) oder der Empfänger muss mit einer Peilantenne die Herkunftsrichtung zu einem Ungerichteten Funkfeuer (NDB) bestimmen. Ein Radiokompass peilt den Sender an, dessen Frequenz eingestellt ist. Das Instrument im Fahrzeug zeigt den Winkel zwischen der Längsachse des Fahrzeugs und der Richtung, in der der angepeilte Sender liegt (Funkstandlinie), an (Funkseitenpeilung). Ermittelt man die Richtungen zweier Sendestationen, so kann man daraus seine Position herleiten (Kreuzpeilung).

Bei der Funknavigation bzw. der Funklokalisierung kann man das Funksignal durch die Messung und anschließende Auswertung unterschiedlicher Komponenten nutzen:
- Feldstärke (z. B. der Feldstärke mehrerer WLAN-Accesspoints – WLAN-basierte Ortung)
- Richtung (engl. direction of arrival, DOA)
- Laufzeit
- Laufzeitdifferenz (engl. time (difference) of arrival, T(D)OA)

Funknavigationssysteme haben heute vor allem in der Luftfahrt und der Schifffahrt wesentliche Bedeutung.
Satellitenbasierte Navigationssysteme (GPS und andere) waren ursprünglich z. T. für das Militär konzipiert. Sie haben für das Autofahren, Fahrradfahren und Wandern an Bedeutung gewonnen.
Das Autonome Fahren ist meist auf Funknavigation angewiesen.
Auch fahrerlose Transportsysteme nutzen oft Funknavigation mit lokalen Funkbaken.

## Funknavigationskarten
Im Gegensatz zu normalen Navigationskarten, die rechtweisend ausgerichtet sind, geben Funknavigationskarten die dort beschriebenen Flugstrecken als missweisende Kurse über Grund (engl. magnetic track) an. Der Grund dafür ist, dass in Luftfahrzeugen keine rechtweisenden Kreiselkompasse verwendet werden, sodass alle Instrumente (außer GPS) letztlich auf dem missweisenden Magnetkompass basieren. Wenn also alle Kurse und Peilungen in der Funknavigation einheitlich missweisend angegeben werden, ist keine Umrechnung der Kurse mehr nötig, womit eine potentielle Fehlerquelle wegfällt.
Folgende Symbole werden auf Funknavigationskarten zur Identifizierung von Radionavigationsanlagen verwendet:
| Navigationsanlage | Symbol            |
| ----------------- | ----------------- |
| NDB               | NDB Symbol        |
| VOR               | Pictogram VOR     |
| VORTAC            | Pictogram VORTAC  |
| TACAN             | Pictogram TACAN   |
| VOR/DME           | Pictogram VOR-DME |

## Navigationssysteme

### Langstrecke
Langstreckennavigationssysteme werden in der Regel in der Schifffahrt eingesetzt.
- Alpha
- CHAYKA (sowjetisches Äquivalent zu LORAN-C)
- Consol (außer Betrieb)
- Decca (zumindest in Europa außer Betrieb)
- LORAN-C (außer Betrieb)
- OMEGA (außer Betrieb)

### Kurzstrecke
Kurzstreckennavigationssysteme kommen in der Luftfahrt zum Einsatz
und werden dort als Navigationshilfe zum Beispiel zum Landeanflug eingesetzt. Man unterscheidet:
- Entfernungsmessgerät (DME)
- Drehfunkfeuer (VOR und DVOR)
- Instrumentenlandesystem (ILS)
- Microwave Landing System (MLS)
- RSBN (übersetzt etwa: Funksystem zur Nah-Navigation)
- Tactical Air Navigation (TACAN)
- Ungerichtetes Funkfeuer (NDB) / Radiokompass (ADF)

### Satellitenbasierend
Die Satellitennavigationssysteme verwenden Funksender auf künstlichen Erdsatelliten, die vom Navigationsgerät empfangen werden. Bei der Satellitennavigation werden somit ebenfalls Radiowellen zur Positionsbestimmung genutzt. Folgende Systeme seien genannt:
- Galileo
- GLONASS
- Global Positioning System (GPS) und Differential-GPS
- Transit